# 下日置町
下日置町（しもひおきちょう）は、愛知県名古屋市中区の地名。

## 歴史

### 沿革
- 1871年（明治4年）9月29日 - 日置村の一部により、下日置町として成立[1]。
- 1878年（明治11年）12月20日 - 一部が蛭子町・葛町・下堀川町・西脇町・旅籠町・古郷町・松重町にそれぞれ編入される[1]。
- 1889年（明治22年）10月1日 - 名古屋市成立に伴い、同市下日置町となる[4]。
- 1908年（明治41年）4月1日 - 中区成立に伴い、同区下日置町となる[1]。
- 1941年（昭和16年）10月15日 - 1丁目から5丁目を設定する[1]。
- 1974年（昭和49年）5月11日 - 住居表示実施に伴い、1丁目〜4丁目が橘一丁目・松原二丁目、4丁目〜5丁目が橘二丁目・松原三丁目にそれぞれ編入され消滅[1]。